# Непокорённый (фильм, 1964)
«Непокорённый» (фр. L’insoumis) — художественный фильм совместного производства Франции и Италии, снятый французским режиссёром Аленом Кавалье в 1964 году. Сценарий фильма создан на основе реальных событий.

## Сюжет
Кабилия, 1959 год. Томас Влассенрут, легионер из Люксембурга, тщетно пытается спасти раненого товарища во время ожесточённого боя с группой алжирских повстанцев. После неудавшегося Путча генералов в 1961 году он дезертирует из армии и находит пристанище в семье колонистов: Марии и её отца. Девушка в него влюблена, но он думает только о том, чтобы вернуться на родину, а для этого без документов, удостоверяющих личность, из-за его дезертирства нужны приличные деньги. Лейтенант Фрейзер, бывший командир Томаса, состоящий в секретной военной организации ОАС, предлагает ему участвовать в похищении двух французских граждан и удержании их в изоляции в течение недели. За 60 000 франков, необходимых ему для оплаты дороги в Люксембург, Томас принимает предложение. Они устраивают засаду автомобилю с упомянутыми лицами, и двух похищенных перевозят в микроавтобусе в изолированную квартиру, где они содержатся в отдельных помещениях. Один из заложников — лионский адвокат Доминика Серве, которая защищает алжирских бойцов Фронта национального освобождения, предполагающих дать важные показания в суде. Томас получает от лейтенанта аванс за работу, но начинает испытывать к пленнице жалость и симпатию. Он поддаётся на неоднократные просьбы Доминики, даёт ей пить через соломинку в замочную скважину и подсовывает под дверь сигареты. Это замечает напарник Томаса Америо и обвиняет его в предательстве. В перестрелке Томас убивает напарника, но и сам получает тяжёлое ранение в живот. Когда приходит лейтенант Фрейзер, Томас запирает его вместо Доминики и отпускает пленницу с условием выплаты ему 40 000 франков. Он также освобождает другого заложника, взяв с него обещание помочь ему с медицинской помощью. Врач делает ему перевязку и даёт три дня на то, чтобы найти хирурга. Дополнив свою сумму деньгами от Доминики, Томас на рыболовном судне нелегально прибывает в Марсель, где сразу покупает билет на поезд до Люксембурга. Но во время остановки в Лионе он принимает роковое решение прервать свою поездку, чтобы увидеться с его бывшей пленницей.

В своём кабинете молодая женщина принимает его сдержанно и даже прохладно, но когда ему становится плохо, она заботится о нём и привозит его в тихий отель, где он должен ждать проведения операции. В номере они становятся любовниками, когда появляется лейтенант Фрейзер со своим приспешником. Томас оглушает первого и убивает второго. Доминика пытается вывезти его из города, но они натыкаются на полицейский блокпост, и Доминике приходится обратиться к мужу, чтобы доехать до границы. Они довозят Томас почти до самого дома. В то время как Доминика остаётся с мужем, легионер находит свою дочь, но ребёнок его не узнаёт и убегает. Томас соскальзывает на пол и вместе с последним вздохом прикрывает себе ладонью веки. Доминика с криком «Томас!..» бросается к дому.

## Приём
Фильм получил холодный приём у критики и публики: 173 245 зрителей в кинотеатрах Парижа и 711 339 по всей Франции. Причина была достаточно очевидна: судьба дезертира на фоне неудачной алжирской войны, которая закончилась всего два года назад обретением Алжиром независимости. Правительство де Голля не очень хотело говорить о потерях и унижениях, понесённых в алжирском кризисе.
Память о войне по-прежнему раздражала и французскую кинообщественность, и для большинства французских граждан война также являлась болезненным воспоминанием, сопоставимым в некоторых отношениях с военными действиями США во Вьетнаме. Вдобавок, похищение двух человек членами организации ОАС, которая боролась против независимости Алжира, — это не тот сюжет, который французские зрители желали бы вновь переживать. Ещё одна причина неудачи фильма заключалась в нарушении целостности картины и искажении её оригинальных намерений.
Идея «Непокорённого» к Алену Кавалье пришла после прочтения газетной статьи о малоприметной истории. Правозащитница и борец против угнетения, эксплуатации, расизма и колониализма, адвокат Мирей Глайман (фр. Mireille Glaymann), узнала себя в персонаже Доминики и подала на режиссёра в суд.
Мэтр Матарассо (фр. Matarasso), адвокат потерпевшей, утверждал, что вторая часть работы может нанести ущерб частной жизни его клиента. По решению суда фильм был снят с показа в феврале 1965 года, сокращён за счёт вырезанных фрагментов в общей сложности на двадцать минут и вышел вновь зимой 1967—1968 только в нескольких кинотеатрах.
Громкий коммерческий провал фильма обрёк Алена Кавалье на молчание в течение многих лет и вынудил согласиться на несколько работ под заказ, прежде чем приступить к более личным проектам почти двенадцать лет спустя.
Неудача была болезненной и для Алена Делона как для сопродюсера «Непокорённого»: он подождёт несколько лет, прежде чем взяться за производство следующего фильма. Но время проверяет на ценность: франко-алжирский конфликт стал историей, в то время как фильм остаётся сильным и мощным произведением с одной из лучших ролей Делона.

## Презентации
- 2016 : Ретроспективы — 28-й Festival Premiers Plans d’Angers, Франция[5]
- 2016 : Ретроспективы — 6-й My French Film Festival, Франция[8]

## Актёрский состав
- Ален Делон: Томас Влассенрут
- Леа Массари: Доминик Серве
- Жорж Жере: лейтенант Фрейзер
- Морис Гаррель: Пьер Серве
- Робер Кастель: Америо
- Вивьяна Аттиа: Мария
- Робер Базиль: отец Марии
- Поль Павель: Фелисьен
- Камилла де Казабьянка: Роз-Мари, дочь Томаса

## Съёмочная группа
- Режиссёр: Ален Кавалье
- Сценарий: Ален Кавалье
- Диалоги: Жан Ко
- Продюсеры: Жорж Бом, Ален Делон
- Исполнительный продюсер: Жак Журанвиль
- Оператор-постановщик: Клод Ренуар
- Композитор: Жорж Делерю